# Surques
Surques település Franciaországban, Pas-de-Calais megyében. Lakosainak száma 631 fő (2022. január 1.). Surques Hocquinghen, Bainghen, Brunembert, Escœuilles, Longueville és Rebergues községekkel határos.

## Népesség
A település népessége az elmúlt években az alábbi módon változott:
| Lakosok száma | 615  | 649  | 650  | 640  | 636  | 637  | 640  | 638  | 631  |
|               | 2013 | 2015 | 2016 | 2017 | 2018 | 2019 | 2020 | 2021 | 2022 |